# Hans Reckleben
Hans Reckleben (* 6. Januar 1864 in Langenweddingen; † 9. März 1920 in Leipzig) war ein deutscher Chemiker.

## Leben
Als Sohn eines Gutsbesitzers geboren, besuchte Hans Reckleben das Domgymnasium Magdeburg, das er 1884 mit Erlangung des Abiturs verließ, um zunächst mehrere Semester in Straßburg und Hannover Chemie zu studieren. 1886 wurde er in Hannover Mitglied des Corps Slesvico-Holsatia. Anschließend war er bei verschiedenen Zuckerfabriken beschäftigt, setzte dann aber ab 1890 seine Chemiestudien in Berlin und Erlangen fort. 1893 wurde er an der Universität Erlangen zum Dr. phil. promoviert.
Im Januar 1895 wurde er in Erlangen bei Ernst Otto Beckmann Assistent und folgte ihm 1897 nach Leipzig, als dieser einen Ruf an das neu gegründete Laboratorium für angewandte Chemie und Pharmazie an der Universität Leipzig annahm. 1904 wurde er zum Oberassistenten des in den Jahren 1902 und 1903 deutlich vergrößerten Institutes ernannt. Als Beckmann 1912 als erster Direktor an das neu gegründete Kaiser-Wilhelm-Institut für Chemie in Berlin-Dahlem berufen wurde, behielt er auch unter Carl Paal, der Beckmanns Nachfolger auf dem Leipziger Lehrstuhl wurde, die Stellung des Oberassistenten. Am 9. März 1920 starb er während der Leipziger Märzunruhen in seinem Arbeitszimmer, getroffen durch eine Geschosskugel.
Besondere Verdienste erwarb sich Reckleben neben seiner Unterrichtstätigkeit um den inneren Ausbau und die Verwaltung des Institutes. Obwohl er nicht als Dozent tätig war, hat er trotzdem fortwährend wissenschaftlich gearbeitet, was seine zahlreichen Publikationen belegen. Er besaß ausgeprägtes experimentelles Geschick und verbesserte seine Versuchsappaturen ständig. Hiervon zeugt der Umstand, dass er in den letzten 15 Jahren seiner wissenschaftlichen Tätigkeit mit extrem giftigen Gasen arbeitete, sich aber niemals ein Unfall ereignete. Von besonderer Bedeutung waren seine Arbeiten über Arsen-, Antimon- und Phosphorwasserstoff. Aber auch seine analytischen Arbeiten zeichneten sich durch hohe Experimentierkunst und exakte und detaillierte Beobachtung aus.

## Auszeichnungen
In Anerkennung seiner beruflichen Verdienste wurde Hans Reckleben 1915 zum königlich sächsischen Hofrat ernannt.

## Publikationen
- H. Reckleben: Über das Allylanilin und einige Derivate desselben und Beiträge zur Kenntnis der Azoverbindungen und ihrer Umlagerungsprodukte bei der Reduktion. Erlangen, 1893.
- H. Reckleben, G. Lockemann: Über Reaktionen und Bestimmungsmethoden von Arsenwasserstoff. In: Zeitschrift für angewandte Chemie, Band 19, 1906, S. 275–283
- H. Reckleben, G. Lockemann, A. Eckardt: Über die Einwirkung von Arsenwasserstoff auf Lösungen einiger Schwermetall-Salze. In: Fresenius’ Zeitschrift für Analytische Chemie, Band 46, 1907, S. 671–709
- H. Reckleben, G. Lockemann: Über die Einwirkung von Arsenwasserstoff auf Lösungen von Halogenen, Halogensäuren und anderen Oxydationsmitteln. In: Fresenius' Zeitschrift für Analytische Chemie, Band 47, 1908, S. 105–125
- H. Reckleben, G. Lockemann: Methoden zur quantitativen Bestimmung des Arsenwasserstoffgehaltes von Gasen. In: Fresenius' Zeitschrift für Analytische Chemie, Band 47, 1908, S. 126–132
- H. Reckleben, G. Lockemann: Über die Reinigung des Wasserstoffgases von seinem Arsengehalt. In: Zeitschrift für Angewandte Chemie, Band 21, 1908, S. 433–436
- H. Reckleben: Über die Einwirkung von Antimonwasserstoff auf verdünnte Silberlösung. In: Berichte der deutschen chemischen Gesellschaft, Band 42, 1909, S. 1458–1464
- H. Reckleben, A. Güttich: Über Antimonwasserstoff. In: Fresenius' Zeitschrift für Analytische Chemie, Band 49, 1910, S. 73–84
- J. Scheiber, H. Reckleben: Beiträge zur Kenntnis der Konstitution des Kupferacetylürs. In: Berichte der deutschen chemischen Gesellschaft, Band 44, 1911, S. 210–223
- H. Reckleben, J. Scheiber: Über den Nachweis des festen Wasserstoffarsens. In: Zeitschrift für anorgische Chemie, Band 70, 1911, S. 255–274
- H. Reckleben, J. Scheiber: Versuche zum Nachweis eines festen Wasserstoffantimons. In: Zeitschrift für anorganische Chemie, Band 70, 1911, S. 275–281
- H. Reckleben, J. Scheiber: Über eine einfache Darstellung des Hexamethylbenzols. In: Berichte der deutschen chemischen Gesellschaft, Band 46, 1913, S. 2363–2365
- J. Scheiber, H. Reckleben: Über Umsetzungen mit Succinylglycylchlorid und Hippurylchlorid. In: Berichte der deutschen chemischen Gesellschaft, Band 46, 1913, S. 2412–2420
- H. Reckleben: Über den Nachweis des Kaliums mit Weinsure. In: Zeitschrift für Angewandte Chemie, Band 26, 1913, S. 375–376
- H. Reckleben: Quantitative Bestimmung des Phosphorwasserstoffs. In: Fresenius' Zeitschrift für Analytische Chemie, Band 54, 1915, S. 241–252 u. S. 308–321
- H. Reckleben, G. Lockemann: Über die Wirkung von Radiumstrahlen auf Gemische von Arsenwasserstoff und Sauerstoff. In: Zeitschrift für anorganische und allgemeine Chemie, Band 92, 1915, S. 145–167